# Optischer Printer

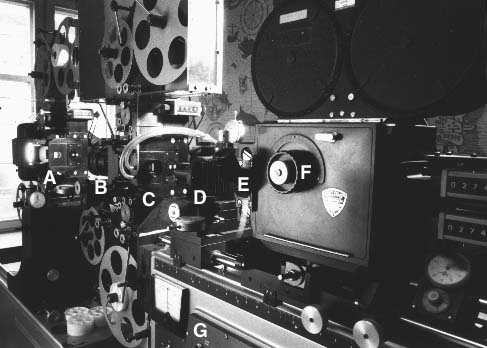
Ein Optischer Printer mit zwei Projektorköpfen.
Man sieht das Bildfenster (A) des ersten Projektors; eine Linse (B), die das Bild von A auf das Bildfenster (C) des zweiten Projektors wirft; die Linse (D) der Kamera; den Sucher (E) der Kamera; ferner die Verschlusssteuerung (F) und die Steuerelektronik (G) im schweren Fuß des Geräts.

Ein Optischer Printer (auch „optische Bank“, von englisch optical printer für optischer Drucker) ist ein Gerät, das zur Herstellung optischer Filmeffekte, für das Einkopieren von Filmtiteln, das optische Kopieren, die Formatwandlung (z. B. von 35 mm auf 16 mm oder umgekehrt) und die Restaurierung alten Filmmaterials benutzt wird.

## Aufbau
Ein Optischer Printer besteht im Wesentlichen aus einem oder mehreren Filmprojektoren, einer Reihe von halbdurchlässigen Spiegeln je nach Anzahl der Projektoren, einer Optik für Aerial-Image-Aufnahme, und einer Kamera, die den Projektoren gegenüber angebracht ist. Der Transport von Projektoren und Kamera ist miteinander gekoppelt, kann aber auch unabhängig erfolgen. Die Kamera kann entlang der optischen Achse bewegt werden, wodurch sie in begrenztem Umfang Teilausschnitte des projizierten Filmes aufnehmen kann.
Sämtliche Bestandteile eines Optischen Printers müssen sich exakt auf derselben optischen Achse befinden. Sollen etwa zwei Filme gleichzeitig aufgenommen werden, so werden zwei Projektoren gebraucht, deren einer im Winkel von 90° zur optischen Hauptachse montiert ist. Ein halbdurchlässiger Spiegel steht im Winkel von 45° im Strahlengang und lenkt das Bild des zweiten Projektors so um, dass es deckungsgleich mit dem Bild des ersten projiziert wird.
Alle vorhandenen Projektoren fokussieren ihr Bild in derselben Größe auf die Mittelebene einer Aerial-Image-Linse, einer Kombination zweier gleich starker Vergrößerungslinsen. Auf diese Ebene stellt ebenfalls die Kamera scharf. Das Bild im Zentrum der Anlage ist ein virtuelles, es kann nur dann von der Kamera aufgenommen werden, wenn sich ihre Filmebene in derselben Entfernung von der Mittelebene befindet wie die Filmebene der Projektoren, und wenn Projektor und Kamera Objektive derselben Brennweite besitzen. Das Verfahren hat den Vorteil, dass weder Lichtverluste noch Oberflächenstörungen wie bei Projektion auf eine Mattscheibe auftreten. Außerdem ist vor und hinter der Aerial-Image-Linse genügend Platz für Farbfilter, Effektgläser und Blenden, die für die verschiedenen Korrekturen und Effekte benötigt werden.
Kamera und Projektoren sind für „Bi-Pack“ ausgestattet: ihr Filmkanal ist darauf eingerichtet, dass zwei Filmstreifen gleichzeitig hindurchlaufen. Auf dem einen Film sieht man z. B. einen Darsteller, der fliegen soll, auf dem anderen Film ist der Darsteller komplett weiß und alles andere schwarz. Dieser zweite Filmstreifen ist also eine Maske. Sie wird auf optischem Wege und mithilfe des Kopierwerks hergestellt und ist für Mehrfachbelichtungen unerlässlich. Nach dem Abfilmen der ersten Filmstreifenkombination wird der Film in der Kamera zurückgespult. Ein zweiter Film, z. B. mit einem bewegten Himmel, wird mit einer weiteren Maske, die diesmal den Darsteller abdeckt und alles andere freilässt (also ein Negativ der ersten Maske ist), in den Projektor eingelegt und wiederum aufgenommen (bei Vorhandensein zweier Projektoren kann die Aufnahme in einem einzigen Schritt erfolgen). Das Kameranegativ zeigt nach der Entwicklung den fliegenden Darsteller vor Himmel.
Damit die so erzeugten Effekte überzeugen und nicht etwa durch kleine Wackler oder andere Unsauberkeiten auffallen, sind Optische Printer mit höchster Präzision gefertigt. Sperrgreifer sorgen neben dem normalen Filmtransport für einen präzisen Bildstand in der Größenordnung von 1/2000 der Bildhöhe.
Oft verwendete optische Effekte sind Auf- und Abblende, Zeitlupe, Zeitraffer und Matteaufnahmen. Aufwändigere Aufnahmen können in einer Szene Dutzende solcher Elemente enthalten. Idealerweise sollte dem Filmpublikum nie auffallen, dass ein Optischer Printer am Werk war. Jedoch ist selbst für Laien der Unterschied im Filmkorn sichtbar, wenn am Ende einer längeren Einstellung der Klammerteil mit der Überblendung beginnt, denn aus wirtschaftlichen Gründen wurde besonders in den 1950er-Jahren sowie später in Fernsehserien der Optische Printer nur für den Teil der Szenen verwendet, die einen Effekt brauchten. Um diesen Unterschied zu mildern, wurden schließlich besonders feinkörnige Filme für die Kopierarbeiten eingesetzt, oder es wurden die für komplexe Kopier- und Trickarbeiten vorgesehenen Szenen gleich in einem größeren Filmformat gedreht.

## Entwicklung
Die ersten, einfachen Optischen Printer wurden in den frühen 1920er-Jahren gebaut. Der US-amerikanische Filmtechniker Linwood G. Dunn erweiterte das Konzept in den 1930er-Jahren, wofür er 1949 einen Oscar erhielt. Die Weiterentwicklung reichte bis in die 1980er, als die Printer durch Minirechner gesteuert wurden. Ihre höchste Ausbaustufe erfuhren Optische Printer bei „Industrial Light & Magic“ (ILM), der Firma von George Lucas. Dort wurde ab 1976 ein "Quad"-Printer (ein Optischer Printer mit 4 Projektoren) für die umfangreichen und komplexen visuellen Effekte (VFX) der Star-Wars-Serie eingesetzt. Ab Ende der 1970er entstanden eine Reihe von Filmen, die regelrechte VFX-Orgien feierten, die allesamt auf dem Optischen Printer entstanden: die drei Star-Wars-Filme, die Superman-Filme, Disneys „Das schwarze Loch“, „Flash Gordon“ und andere.
In den späten 1980er-Jahren begann das digitale Compositing das Analoge zu verdrängen. Seit Mitte der 1990er ist der Umstieg auf Compositing-Programme nahezu komplett vollzogen. Seitdem werden Optische Printer meist nur noch von einzelnen Künstlern, die ausschließlich mit Film arbeiten, eingesetzt. Sie erwiesen sich dort insbesondere zur Herstellung von Kopien handgemalter oder physisch veränderter Filme als nützlich.